# 10682 Kutryk
10682 Kutryk eller 1980 KK är en asteroid i huvudbältet som upptäcktes den 22 maj 1980 av den belgiske astronomen Henri Debehogne vid La Silla-observatoriet. Den är uppkallad efter Joshua Kutryk.
asteroiden har den diameter på ungefär 3 kilometer.